# Nearly God
Nearly God to drugi album Tricky’ego, wydany w 1996 roku. Tricky wyjaśnił w jednym z wywiadów, że tytuł zainspirowany był pytaniem niemieckiego dziennikarza, który spytał go „jak to jest, czuć się jak Bóg.. prawie Bóg” („how it feels to be God, well, nearly God”).

## Spis utworów
1. „Tattoo” (Budgie, Steven Severin, Siouxsie Sioux)
2. „Poems” (Terry Hall & Martina Topley-Bird)
3. „Together Now” (Neneh Cherry)
4. „Keep Your Mouth Shut” (Björk)
5. „I Be the Prophet” (Martina Topley-Bird)
6. „Make a Change” (Alison Moyet)
7. „Black Coffee” (Martina Topley-Bird)
8. „Bubbles” (Terry Hall)
9. „I Sing for You” (Cath Coffey & Dedi Madden)
10. „Yoga” (Björk)
11. „Judas” (Martina Topley-Bird) (cover utworu Depeche Mode)
12. „Children's Story” (Martina Topley-Bird) (cover Slick Rick)

Utwory „Judas” i „Children's Story” znalazły się tylko na edycji amerykańskiej albumu.